# احضار پرستار
احضار پرستار (به انگلیسی: Nurse Call) در حالت کلی به فراخواندن واحد پرستاری به قسمت یا بخشی از ساختمان درمانگاه (بیمارستان، مطب و…) گفته می‌شود. یکی از راهکارهای هوشمند سازی بیمارستان‌ها نصب و راه اندازی تجهیزات سیستم احضار پرستار (nurse call) و سامانه اعلام کد اضطراری بیمارستان می‌باشد. در سال ۱۳۹۴ بر استفاده از سامانه احضار پرستار توسط بیمارستان‌های خصوصی و دولتی از طرف معاونت وزارت درمان تأکید شد.

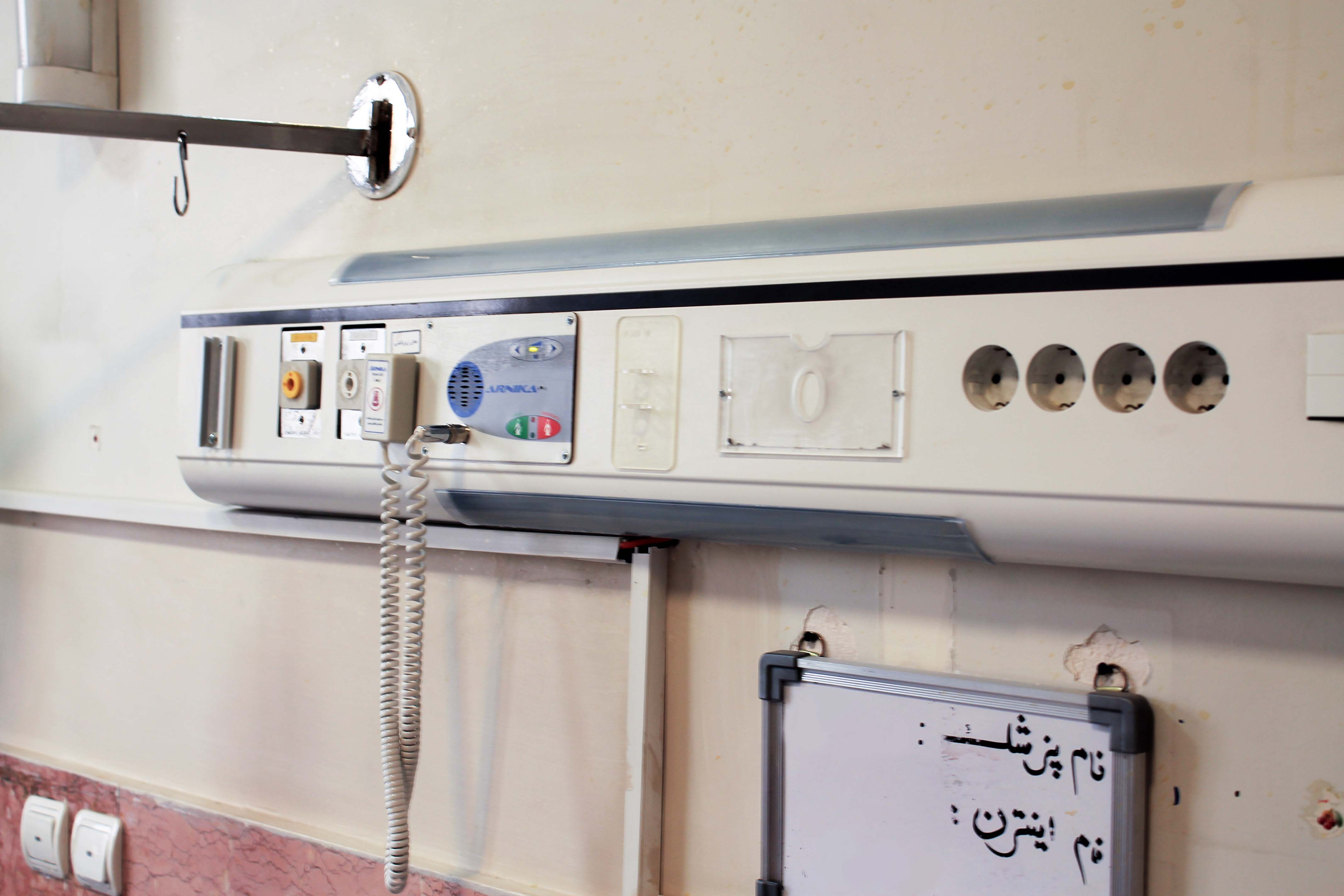
سیستم احضار پرستار

## احضار پرستار چیست؟
احضار پرستار در حالت کلی به فراخواندن واحد پرستاری به قسمت یا بخشی از ساختمان درمانگاه (بیمارستان، مطب و…) گفته می‌شود. این سیستم در کنسول بالاسری تخت بیمار قرار می‌گیرد. این سیستم به بیماران اجازه می‌دهد درخواست‌های رسیدگی، بهداشتی و … خود را از راه دور با پرستار یا سایر کارکنان حاضر در درمانگاه در میان بگذارند. هنگامی که دکمه احضار پرستار فشار داده می‌شود، درخواست وی به دستگاه مرکزی مستقر در ایستگاه پرستاری انتقال داده شده و به پرستاران حاضر در ایستگاه پرستاری با استفاده از آلارم و چراغ چشمک زن هشدار می‌دهد و پرستار یا دستیار پرستار به احضارهای دریافتی رسیدگی می‌کنند. از قابلیت‌های خوب سیستم‌های احضار پرستار اینست که اجازه می‌دهند بیمار به‌طور مستقیم با کارکنان ایستگاه پرستاری صحبت کند.

## مزایای احضار پرستار
- امکان برقراری ارتباط با پرستار بدون جابجای بیمار
- افزایش احساس امینت به بیمار و نزدیکان بیمار
- تسریع ارایه خدمات به بیمار
- جلوگیری از ازدحام در پیشخوان ایستگاه پرستاری
- صرفه جویی در زمان و جلوگیری از اتلاف وقت

## تجهیزات سیستم احضار پرستار
- دستگاه مرکزی ایستگاه پرستاری (سانترال)
- کلید احضار کششی (جهت استفاده در سرویس‌های بهداشتی)
- چراغ سردرب
- کلید کنسل
- نمایشگر LCD
- پنل احضار پرستار

## گواهینامه های سیستم احضار پرستار در ایران
- موسسات صدور گواهینامه سیستم مدیریت کیفیت (Certification Body) موسساتی هستند که توسط یک نهاد اعتبار دهی (Accreditation Body) جهت ممیزی و صدور گواهینامه استقرار یک استاندارد، ارزیابی و اعتبار بخشی می گردند.

صدور گواهینامه استقرار سیستم مدیریت کیفیت تجهیزات پزشکی (ISO13485) در ایران منحصرا در اختیار و وظیفه موسسات صدور گواهینامه سیستم مدیریت کیفیت مورد تایید در سامانه اداره کل تجهیزات پزشکی بوده که این موسسات فقط مجاز به صدور گواهی در دامنه فعالیت اعلام شده می باشند.

## انواع سیستم احضار پرستار
- سیستم احضار پرستار صامت: در این سیستم درخواست به صورت هشدار عمل می‌کند بدین شکل که پس از فشردن دکمه احضار زنگ و آلارم هشدار به صدا در می‌آید.
- سیستم احضار پرستار گویا :در سیستم گویا درخواست احضار هم به صورت هشدار عمل می‌کند و هم بیماری می‌تواند با پرستار حاضر در ایستگاه پرستاری مکالمه داشته باشد.